# Kollokation

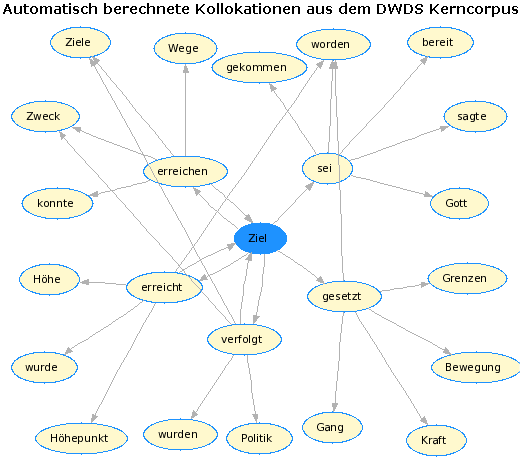
Kollokationsgraph für Ziel aus dem DWDS

Als Kollokation (von  lateinisch collocatio „Stellung, Anordnung“, als Fachbegriff jedoch von engl. collocation) bezeichnet man in der Linguistik das gehäufte benachbarte Auftreten von Wörtern, wie auch immer ihr gemeinsames Auftreten zunächst begründbar sein mag.
Beispiele: Buch – dick, Tag – hell, Jesus – Christentum, Katze – miauen

## Definition
Der Begriff der Kollokation wurde von John Rupert Firth (1890–1960) ohne klare Definition eingeführt; stattdessen führte er einige Beispiele an:

“One of the meanings of night is its collocability with dark and of dark, of course, collocation with night.”

„Eine der Bedeutungen von Nacht ist die Kollokabilität mit dunkel und natürlich von dunkel mit Nacht.“

Zu den Gründen für das häufige gemeinsame Auftreten der Wortpaare oder ihrer inhaltlichen Kombinierbarkeit gehören:
- die enge semantische Beziehung,
- ein enger Zusammenhang des Sachverhalts sowie
- Phraseologie und Stereotype.

Das Phänomen der Kollokation ist in der Linguistik auch unter Begriffen wie „wesenhafte Bedeutungsbeziehung“ (Porzig), „syntaktisches Bedeutungsfeld“ (Porzig) und „lexikalische Solidaritäten“ (Coseriu) bekannt.
Aufgrund der unklaren Definition von Kollokation ist unter Umständen der Begriff Kookkurrenz vorzuziehen.
Unter anderem wird zwischen einem statistischen Kollokationskonzept und einem „signifikanz-orientierten Kollokationsbegriff“ unterschieden. Nach dem statistisch orientierten Kollokationsbegriff ist Kollokation prinzipiell „jedes Miteinandervorkommen von benachbarten Wörtern in Sätzen“. Nach dem Signifikanz-orientierten Kollokationsbegriff liegt eine Kollokation nur dann vor, wenn eine übliche Verbindung nicht vorhersehbar ist. Gerade Kollokationen nach diesem Verständnis lassen sich mit den syntagmatischen lexikalischen Funktionen trefflich beschreiben.
Für die Lexikografie wird empfohlen, auf „zwar semantisch weitgehend transparenten, aber dennoch etablierten Wortkombination[en]“ abzustellen.

## Satzstellung
Oft ist nicht nur das gemeinsame Auftreten zweier Wörter zu beobachten, sondern darüber hinaus nehmen beide Wörter auch eine charakteristische Stellung zueinander im Satz ein. Während im genannten Beispiel „Tag – hell“ nicht klar ist, welches der beiden Wörter bei gemeinsamem Auftreten zuerst kommt und welches folgt, ist bei der Kollokation von Tag und helllicht mit hoher Wahrscheinlichkeit davon auszugehen, dass das Adjektiv helllicht an erster Stelle steht, da es praktisch nur in der festen Redewendung am helllichten Tag vorkommt, nicht aber als frei im Satz positionierbares Adjektiv.

## Elektronische Ermittlung
Kollokationen lassen sich heutzutage besonders effizient im Rahmen der linguistischen Datenverarbeitung an elektronisch vorliegenden, großen Textkorpora ermitteln. Hierbei kommen Methoden des Text Mining zum Einsatz. In der Freie-Software-Bibliothek NLTK sind fertige Methoden zum Auffinden von Kollokationen enthalten.
Google mit seinem „Keyword Tool“ oder Keyword Crossing nutzt dabei Begriffe wie „Kookkurrenz“, „Kollokation“ oder „Synonym“ nicht technisch korrekt, sondern meint mit „Kookkurrenz“ oder „Synonym“ einen technischen Vorgang, der Begriffsvorschläge zu Werbezwecken durch Textanalyse hervorbringt. In die Bewertung der „Kollokation“ fließen sogar neben der aufgefundenen Nähe auch werbetechnische Werte, wie Klickpreise und Suchvolumen, ein.

## Die Gerichtetheit der Kollokation
Für eine auf (vor allem fremdsprachliche) Sprachproduktion ausgerichtete Beschreibung der Kollokationen ist von besonderer Bedeutung, dass (im signifikanz-orientierten Kollokationsbegriff) Kollokationen  gerichtet sind. Die beiden Partner sind nicht gleichberechtigt, insofern es von einem Basiswort (zum Beispiel Regen, Junggeselle oder Krieg), das banal gebraucht und deshalb frei im System gewählt wird, etwas zu sagen gibt, dessen Ausdruck von der Sprache als Norm vorgegeben wird (zum Beispiel starker Regen, eingefleischter Junggeselle oder ein Krieg wird ausgetragen). Dass hier ein Formulierungszwang vorliegt, das von der Sprache als Norm vorgegebene beschreibende Wort zu benutzen, ist dem muttersprachlichen Sprecher nicht bewusst. Erst etwa der Englischsprecher, der gewohnt ist, von „schwerem Regen“ (heavy rain) zu sprechen oder der Niederländischsprecher, der gewohnt ist, einen Junggesellen „verstockt“ zu nennen, stößt auf dieses Formulierungshindernis.
Die Aufmerksamkeit der Kollokationsdidaktik und der Kollokationslexikografie hat folglich die Richtung vom Basiswort zu seinem von der Sprache vorgewählten und teilverfestigten Begleitwort, das in der Forschung Kollokator genannt wird. Die Basiswörter gehören vornehmlich zur Wortart Substantiv, zu der es mit Hilfe der Adjektiv- und Verbkollokatoren (zum Beispiel: eine Wunde klafft, ein Ei abschrecken) etwas Spezifisches zu sagen gibt. Verben und Adjektive sind in der Regel nur insoweit Basiswörter, als sie durch Adverbien spezifiziert werden.
Ein Kollokationswörterbuch ohne systematische Berücksichtigung der Gerichtetheit ist für das Deutsche der seit 1934 existierende Stilduden (Duden. Das Stilwörterbuch. 10. Auflage. 2017). Wörterbücher, welche die Gerichtetheit der Kollokationen als Anordnungsprinzip zugrunde legen und deshalb nur Basiswörter eintragen, zu denen sie Kollokatoren liefern, sind das Wörterbuch der Kollokationen im Deutschen von Uwe Quasthoff (2011) und Feste Wortverbindungen des Deutschen von Annelies Häcki Buhofer und anderen (2014).